# ميت في القبر (فلم)
ميت في القبر (بالإنجليزية: Dead in Tombstone) هو فيلم رعب وحركة تم إنتاجه في الولايات المتحدة وصدر سنة 2013 بطولة داني تريجو.

## القصة
تدور أحداث هذا الفيلم، حول زعيم العصابة الذي يتم قتله من قبل عصابته، ليجد نفسه في العالم الآخر قد انتقل إلي الجحيم، ويواجه الشيطان، حتى يعرض عليه الشيطان أن يهربه من الجحيم مقابل أرواح عصابته الذين قتلوه، لتبدأ من هنا الأحداث في التوالي.

## وصلات خارجية
- مقالات تستعمل روابط فنية بلا صلة مع ويكي بيانات

ميت في القبر على IMDb
ميت في القبر على Rotten Tomatos